# Blankenheim, Mansfeld-Südharz
Blankenheim là một đô thị thuộc huyện Mansfeld-Südharz, Sachsen-Anhalt, Đức. Đô thị Blankenheim, Mansfeld-Südharz có diện tích 14,85 km², dân số thời điểm ngày 31 tháng 12 năm 2006 là 1454 người.